# Spanningscorrosie
Spanningscorrosie is een scheurvormende corrosievorm onder invloed van de gelijktijdige inwerking van een corrosief medium en trekspanningen. Spanningscorrosie kan in praktisch alle metalen optreden.
Zonder de trekspanningen zou het metaal veelal niet of nauwelijks worden aangetast door hetzelfde medium. Anderzijds zijn zonder het corrosieve medium veel hogere trekspanningen nodig om het materiaal te doen bezwijken. In de literatuur wordt voor spanningscorrosie vaak de afkorting SCC gebruikt, van het Engelse Stress Corrosion Cracking.
Spanningscorrosie kan bij installaties zowel van binnenuit als van buitenaf optreden, afhankelijk van waar de vereiste combinatie van factoren aanwezig is. Deze factoren zijn:
- Gevoelige materiaal - medium combinatie
- Voldoende hoog trekspanningsniveau
- Temperatuur in gevoelig gebied
- Elektrochemische (corrosie-) potentiaal in gevoelig gebied
- Tijd - Blootstellingsduur voldoende lang
- pH

## Gevoelige materiaal-milieu combinaties
Bij spanningscorrosie kan men niet spreken van een materiaal dat hiervoor gevoelig is, of een medium dat spanningscorrosie veroorzaakt. Het gaat om de combinatie. Zo kan spanningscorrosie optreden in austenitisch roestvast staal onder invloed van chloriden, maar niet in combinatie met nitraten. Daarentegen kan ongelegeerd staal scheuren ten gevolge van de inwerking van nitraten, en niet bij blootstelling aan chloriden. Niet alleen de combinatie trekspanning/elektrolyt is van belang, ook de temperatuur. Zo wordt bij roestvast staal onder een temperatuur van circa 50 °C doorgaans geen spanningscorrosie door chlorides geconstateerd. Overigens kunnen in dat laatste geval nog wel andere corrosievormen optreden. Voorbeeld: auto's aan zee roesten sneller dan in het binnenland.

## Inwendige corrosie
Bij inwendige corrosie vindt de aantasting van de installatie van binnenuit plaats. Dit kan komen door dat er bepaalde toegepaste materialen niet bestand zijn tegen een combinatie van factoren. Bijvoorbeeld een open leidingsysteem van staalverzinkte buis of een koperen leidingsysteem i.c.m. bepaalde chemische eigenschappen van het drinkwater. In de Technische documentatie is informatie te vinden over inwendige corrosie bij cv-installaties en bij drinkwaterinstallaties gemaakt van roestvast staal, staalverzinkt, koper en combi installaties.
Inwendige corrosie is geen bepalend aspect voor optreden van spanningscorrosie, en deze paragraaf is dan ook eigenlijk niet relevant voor dit onderwerp.

## Uitwendige corrosie
Uitwendige corrosie kan ontstaan doordat installaties langdurig bloot staan aan ongewenste regen, vocht of damp. Dit kan dan namelijk tot problemen gaan leiden, de verantwoordelijkheid en de uitvoering van maatregelen om de uitwendige corrosie tegen te gaan liggen bij de voorschrijver en installateur. In de Technische documentatie is informatie te vinden over uitwendige corrosie bij roestvaststalen, staalverzinkte, koperen koper-gasinstallaties.
Uitwendige corrosie is geen bepalend aspect voor optreden van spanningscorrosie, zie inwendige corrosie.

## Invloed door toepassing en verwerking
Corrosie kan ook ontstaan doordat installaties niet juist zijn ontworpen of wanneer er een foutieve bedrijfstoepassing plaatsvindt. In de technische documentatie staat uitgebreid beschreven op welke punten men dan dient te letten.
In algemene zin is dit correct. Specifiek voor spanningscorrosie kan hier worden genoemd dat door de verwerking van het materiaal een verhoogd trekspanningsniveau in het materiaal achterblijft/kan achterblijven. Daardoor wordt het gevoeliger voor spanningscorrosie, mits ook aan de andere bepalende factoren is voldaan (zie hierboven).

## Invloed door isolatie
Isolatie biedt in de regel geen corrosiebescherming, met als uitzondering een “gesloten cel” isolatie, waterdicht verlijmd, die wel een goede corrosiebescherming biedt. In de technische documentatie kan men lezen aan welke voorwaarden er zijn voor de isolatie van roestvast staal, staalverzinkt en koper.
Goed aangebrachte isolatie biedt wel degelijk een bepaalde corrosiebescherming doordat deze water weghoudt van het onderliggende metaal oppervlak. En als het droog is, is er ook geen corrosie. Echter, de industriële praktijk leert dat duurzaam waterdicht afgewerkte isolatie een illusie is, met name bij complexe constructiedetails en daar waar aan de isolatie gewerkt wordt. Nat geworden isolatiewol kan dan tot corrosie leiden: Corrosie Onder Isolatie (COI). Een van de corrosie mechanismen die dan kan optreden is spanningscorrosie. Dit kan zowel in ongelegeerd staal (als er nitraten zijn opgelost in het water) als in roestvast staal (als er chlorides in het water zitten).
Aanslag · 
Breuk · 
Corrosie · 
Corrosie vermoeiing · 
Knikken · 
Kruip · 
Lijmfaalmechanisme · 
Mechanische overbelasting · 
Slijtage · 
Spanningscorrosie · 
Thermische schok · 
Verbrossing (Waterstofbrosheid) · 
Vermoeiing · 
Vloeien